# Philcoxia minensis
A Philcoxia minensis é uma rara espécie de planta carnívora, do gênero Philcoxia, capaz de comer suas presas debaixo do solo, utilizando-se de suas folhas que medem entre 0,5 mm e 1,5 mm de largura.